# Agneta Ara
Agneta Ara, född 4 oktober 1945 i Helsingfors, är en finlandssvensk författare och översättare. Hon debuterade 1975 med diktsamlingen Det är redan en annan dag.
Hennes syster är skulptören Birgitta Ara, och deras far var operasångaren Ture Ara.

## Översättningar
- 1993 – Tommy Hellsten: Flodhästen i vardagsrummet: om medberoende och om mötet med barnet inom oss (Vitahepo olohuoneessa)
- 1999 – Tommy Hellsten: Flodhästen på arbetsplatsen (Virtahepo työpaikalla)

## Priser och utmärkelser
- 1996 – Runebergspriset för Huset med de glömda dörrarna